# Angkalanthus oligophylla
Angkalanthus es un género monotípico de plantas con flores perteneciente a la familia Acanthaceae. El género tiene 3 especies descritas de hierbas y de estas, solo una aceptada. Su única especie: Angkalanthus oligophylla, es originaria de Socotora.

## Descripción
Endémica de Socotra. Se ha informado de que A. oligophylla es común en los barrancos secos y en las desembocaduras del sur drenando las ramblas, que se introduce en la Noged Plain. Sin embargo, sólo dos ejemplares son conocidos - la muestra original recogida en la desembocadura del Wadi Ireh por Balfour en 1880 y una segunda muestra recogidos en 1990 en al parecer el mismo sitio.

## Taxonomía
Angkalanthus oligophylla fue descrita por Isaac Bayley Balfour y publicado en Proceedings of the Royal Society of Edinburgh 12: 89. 1884.
Sinonimia
- Chorisochora transvaalensis (A.Meeuse) Vollesen[4]